# Kevin Begois
Kevin Begois, né le 13 mai 1982 à Anvers en Belgique, est un footballeur belge, aujourd'hui retraité, qui joue au poste de gardien de but.

## Palmarès
VVV Venlo
- Eerste divisie (D2)
  - Champion (1) : 2009